# Monsieur Natwarlal
Pour plus de détails, voir Fiche technique et Distribution.
Monsieur Natwarlal ou Mr. Natwarlal est un film d'action comique indien en hindi de 1979 produit par Tony Glaad (sous le nom de « Tony ») et réalisé par Rakesh Kumar.
Le film met en vedette Amitabh Bachchan, Rekha, Ajit, Kader Khan, Amjad Khan et la musique est de Rajesh Roshan. Les chansons sont écrites par Anand Bakshi. Le point culminant du film est une chanson pour enfants chantée par Amitabh Bachchan. Tony Glaad a décidé de les[Qui ?] prendre comme scénaristes du film. Le film a été tourné au Cachemire et la majeure partie du tournage a eu lieu à Beerwah, Jammu-et-Cachemire.
Le nom du film et le personnage principal ont été inspirés par un escroc indien notoire, Natwarlal.
Faire chanter Amitabh était un gadget qui a été essayé pour la première fois dans ce film[pas clair]. Kabhi Kabhie avait déjà demandé[Comment ?] à Amitabh d'utiliser des vers parlés dans une chanson mélodique, mais c'était la première fois qu'il chantait dans un film. Ce principe a ensuite été copié par d'autres cinéastes dans des films comme Laawaris, Silsila et Pukar.
Selon un guide commercial, qui était une publication de box-office premium dans les années 1970 et 1980, M. Natwarlal était un « super hit ». Dans le système de classification indulgent d’aujourd’hui[C'est-à-dire ?], M. Natwarlal est facilement un blockbuster.

## Histoire
Natwar est un jeune garçon lorsque son frère aîné bien-aimé et gardien, l'officier de police Girdharilal, est accusé de corruption par le sinistre cerveau criminel Vikram. En grandissant, Natwar se crée une identité secrète, se faisant passer pour une figure puissante et mystérieuse du monde souterrain nommée M. Natwarlal, déterminé à se venger lentement mais sûrement de Vikram. Girdharilal ne comprend pas ses motivations et développe une rancune contre lui.
Natwar apprend de Mickey, une figure infâme du monde souterrain et ancien allié de Vikram, qui se fait passer pour un homme brûlé, que Vikram se trouve dans un village appelé Chandanpur et veut un collier de diamants, qui est en possession de Fakirchand, l'un des alliés de Mickey. Natwar vole le collier, à l'insu de tous ceux qui sont présents, et part pour Chandanpur, après s'être excusé auprès d'un Girdharilal endormi pour les ennuis qu'il lui a causés. Pendant ce temps, il est révélé que Mickey veut également se venger de Vikram pour l'avoir trahi. Il révèle que Vikram terrorise les villageois en utilisant un tigre. Natwar arrive à Chandanpur, déguisé en Avtar Singh, un chasseur que Vikram avait déjà tué, à l'insu de tous.

## Bande sonore
La musique a été composée par Rajesh Roshan et les paroles ont été écrites par Anand Bakshi. Rajesh Roshan a été nommé pour le prix du meilleur directeur musical pour le film; Laxmikant-Pyarelal a reçu le prix pour Sargam cette année-là.
| Chanson                                          | Chanteur                        |
| ------------------------------------------------ | ------------------------------- |
| Mere Paas Aao Mere Doston, Ek Qissa Suno         | Amitabh Bachchan                |
| Pardesia, Yeh Sach Hai Piya, Sab Kehte Hain      | Kishore Kumar, Lata Mangeshkar  |
| Qayamat Hai, Yeh Kaisi Gham Ki Shaam Hai         | Mohammad Rafi, Anuradha Paudwal |
| Oonchi Oonchi Baaton Se Kisi Ka Pet Bharta Nahin | Mohammad Rafi, Usha Mangeshkar  |
| Tauba, tauba, tu es mon roi                      | Asha Bhosle                     |

La chanson Pardesia de Kishore Kumar et Lata Mangeshkar de ce film était populaire, outre[style à revoir] "Oonchi Oonchi Baaton Se" de Mohammed Rafi et Usha Mangeshkar.
Amitabh Bachchan a son propre numéro solo : Mere Paas Aao Simple Doston. Cette chanson a été la première chanson chantée par Amitabh Bachchan à Bollywood.